# Giese (Patriziergeschlecht)
Giese, auch von Giese, ist der Name eines alten Patriziergeschlechts in Danzig und Stettin, das als von Gyse zu Beginn des 17. Jahrhunderts auch der Ritterschaft der Mark Brandenburg angehörte.

## Geschichte
Die Familie Giese stammt ursprünglich aus der Hansestadt Unna („die Herkunft der Giese aus dem Lande Cleven, in welchem ein Ort liegt, das Land zur Mark genannt, aus einer Stadt, Unna geheissen, nicht weit von Wesel gelegen, dabei auch ein Flecken ist, Giesen genannt“). Tiedemann I. Giese kommt im Jahr 1430 nach Danzig. Als ein Domherr des ermländischen Domkapitels und königlicher Sekretär wurde Tiedemann III. Giese (1480–1550) und seine Brüder, Albrecht usw., von König Sigismund I. von Polen 1519 in den Adelsstand erhoben. Seine Briefe an Albrecht von Preußen adressierte er mit: „dem Herzoge, meinem Herrn und Freunde“. Im Jahr 1550 starb er als Bischof des Ermlandes. Sein Bruder Georg Giese (1497–1562) war seit 1522 im Londoner Hanse-Kontor (dem sogenannten Stalhof) tätig und wurde 1532 durch Hans Holbein den Jüngeren gemalt. Tiedemann Giese (1491–1556) war Danziger Schöffe, Ratsherr, Bürgermeister und königlicher Burggraf. Er besaß die Güter Rauden und Liebenau  bei Dirschau sowie Wartsch, Langfuhr und Heiligenbrunn bei Danzig. Er war oftmals Gesandter bei preußischen Städte- und Handelstagen. Verheiratet war er mit Ursula (um 1505–1535), einer Tochter des Heinrich von Süchten (von Suchten; 1475–1518), regierenden Bürgermeisters zu Danzig. Ihre Kusine Anna von Suchten (1526–1584) war mit Bartholomäus Wagner verheiratet. Albrecht Giese (1524–1580) war Danziger Ratsherr und Burggraf sowie Gesandter.
Paul Giese (1573–1630) war seit 1610 Ratsherr, seit 1626 Kämmerer und seit 1630 Bürgermeister in Stettin. Sein Sohn Georg Giese (1605–1650) kam während des Dreißigjährigen Krieges 1633 nach Rügen und übernahm das Amt Putbus als Amtshauptmann. Verheiratet war er mit Gertrud von Hoben.

## Wappen
- Das Wappen der Patrizier zeigt im geteilten Schild oben in Silber einen wachsenden, doppelschwänzigen, roten Löwen, unten in Blau zwei silberne Balken. Auf dem gekrönten Helm mit rot–silbernen Helmdecken der wachsende Löwe.[11]
- Das geteilte Wappen von 1519 zeigt oben in Gold den roten Löwen des Stammwappens, einen goldenen, aufwärtsgekehrten Federpfeil in den Vorderpranken haltend, unten in Blau zwei silberne Balken. Auf dem Helm mit rechts blau–goldenen, links blau–silbernen Decken der wachsende Löwe mit dem Pfeil.[12]

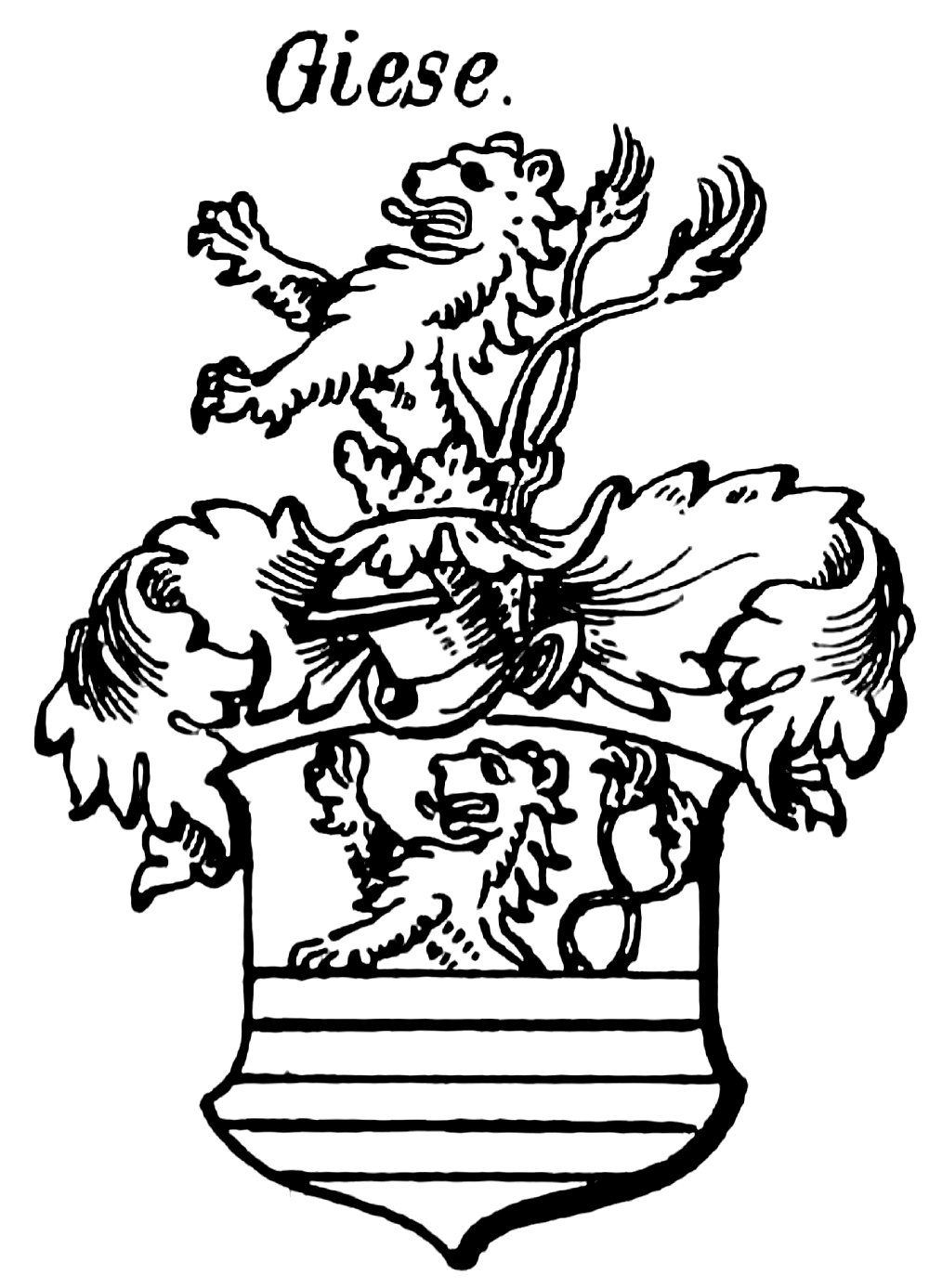
Wappen der Giese als Patrizier in Siebmachers Wappenbuch
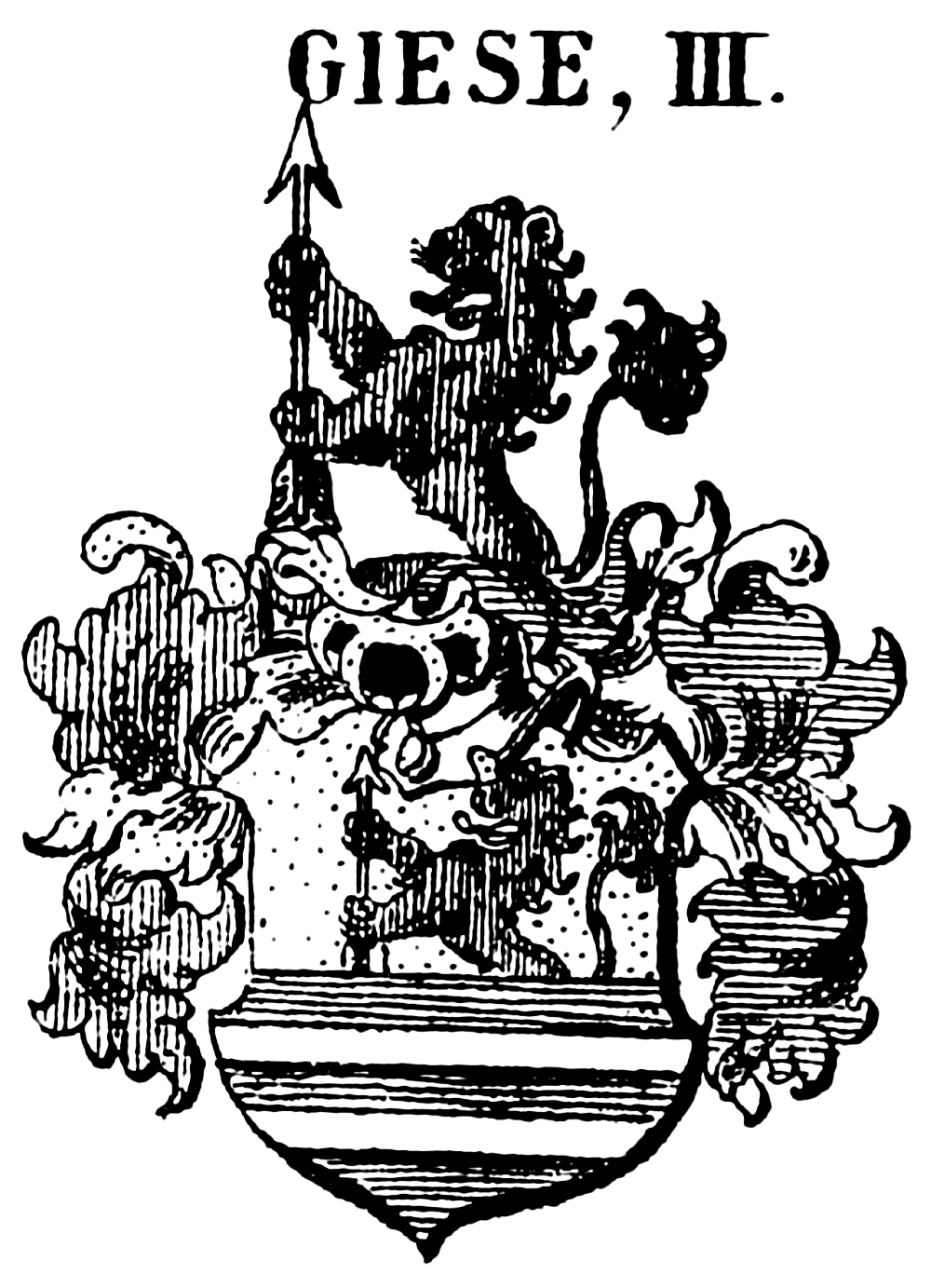
Wappen derer von Giese in Siebmachers Wappenbuch
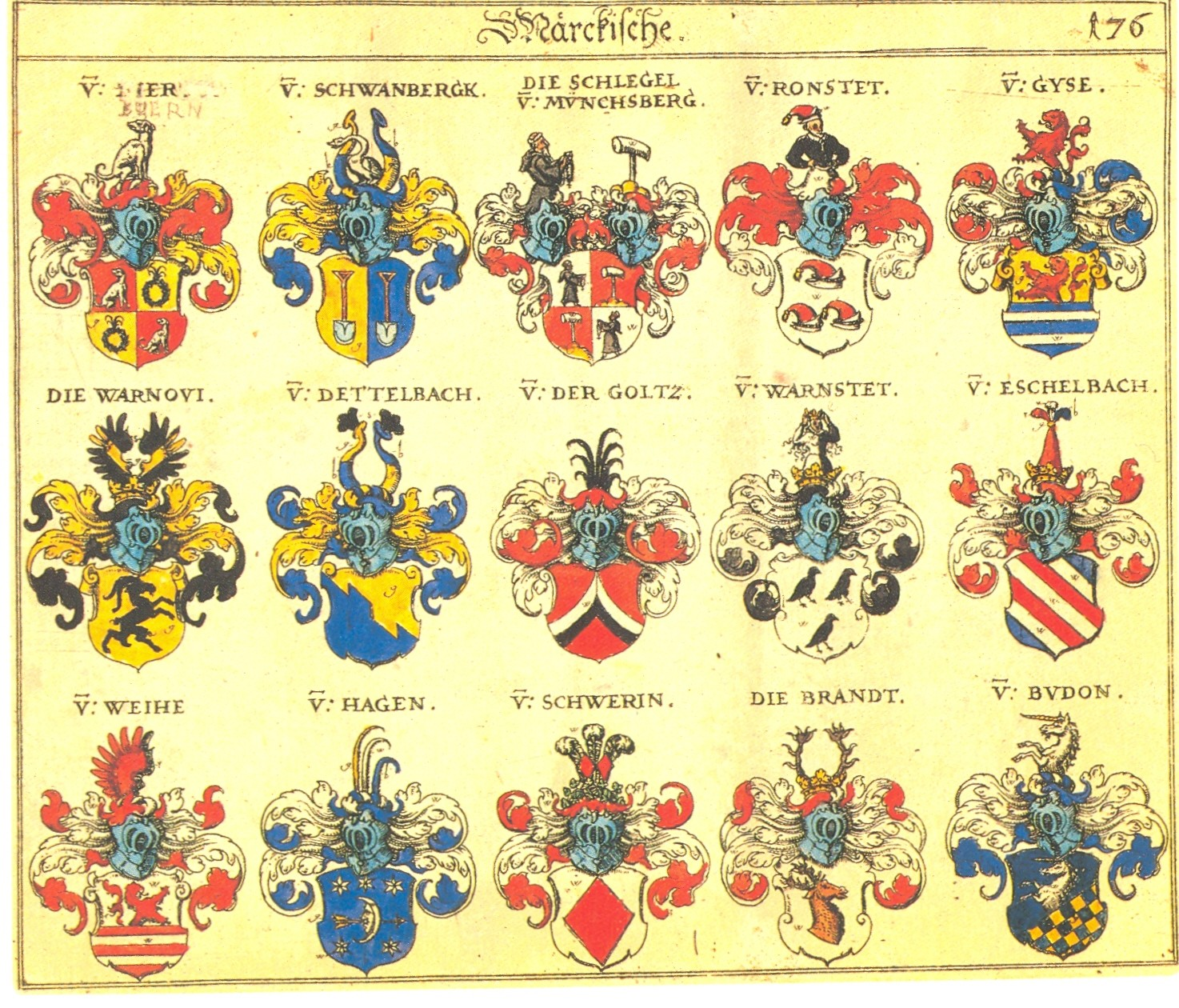
Wappen derer v. Gyse in Johann Siebmachers Wappenbuch von 1605, Tafel 176, Ritterschaft und Adel in der Mark Brandenburg

## Bekannte Familienmitglieder
- Tiedemann Giese (1480–1550), deutscher katholischer Theologe und Bischof von Ermland
- Georg Giese (1497–1562), Fernkaufmann in Danzig
- Albrecht Giese (1524–1580), Danziger Ratsherr und Diplomat